# 居里 (沃克縣)
居里（英語：Curry）是位於美國阿拉巴馬州沃克縣的一個非建制地區。該地的面積和人口皆未知。

## 地理
居里的座標為33°57′13″N 87°12′52″W / 33.95361°N 87.21444°W，而該地的平均海拔高度為190米（即623英尺）。